# Піщані королі (збірка)
«Піщані королі» (англ. Sandkings) — збірка фантастичних оповідань, написаних американським письменником Джорджем Р. Р. Мартіном. Вийшла у грудні 1981 року у видавництві «Timescape Books». Отримала премію «Локус» за найкращу збірку одного автора.

## Повість «Піщані королі»
Коротка повість, назву якої має збірка, розповідає про расу комахоподібних іншопланетних істот, що поклоняється своєму господарю Саймону Крессу, доки він не починає погано до них ставитися та змушувати воювати між собою за їжу. Дія повісті відбувається у тому самому вигаданому всесвіті «Тисячі світів», що й декілька інших творів Мартіна, серед яких «Світло, що вмирає», «Ті, що летять уночі», «Пісня для Лії», «Містфаль приходить зранку», «Шлях хреста та дракона» (у складі цієї збірки) та оповідання, що увійшли до збірки «Подорожі Тафа».
1987 року повість була адаптована у сьомий графічний роман науково-фантастичної серії DC Graphic Novel письменником Дагом Мюнхом та художниками Петом Бродеріком і Нілом Макпітерсом. 1995 року вийшла екранізація повісті у формі першої серії телесеріалу «Поза межами можливого». Сценарій написала Мелінда М. Снодграсс.

## Зміст
| № | Назва українською мовою | Назва мовою оригіналу       | Перша публікація                                 | Нагороди                    |
| - | ----------------------- | --------------------------- | ------------------------------------------------ | --------------------------- |
| 1 | Шлях хреста та дракона  | The Way of Cross and Dragon | Журнал «Omni», червень 1979                      | «Г'юго», «Локус»            |
| 2 | Злоквіти                | Bitterblooms                | Журнал «Космос», листопад 1977                   |                             |
| 3 | У будинку хробака       | In the House of the Worm    | Збірка «Іди майбутнього», 1976                   |                             |
| 4 | Швидкий друг            | Fast-Friend                 | Збірка «Швидше світла», 1976                     |                             |
| 5 | Кам'яне місто           | The Stone City              | Збірка «Нові голоси у науковій фантастиці», 1978 |                             |
| 6 | Зоряна леді             | Starlady                    | Збірка «Науково-фантастичні відкриття», 1976     |                             |
| 7 | Піщані королі           | Sandkings                   | Журнал «Omni», серпень 1979                      | «Неб'юла», «Г'юго», «Локус» |